# Distretto di Brida
Il distretto di Brida è un distretto della provincia di Laghouat, in Algeria, con capoluogo Brida.

## Comuni
Il distretto comprende 3 comuni:
- Brida
- Hadj Mechri
- Taouila